# Apple Set Top Box

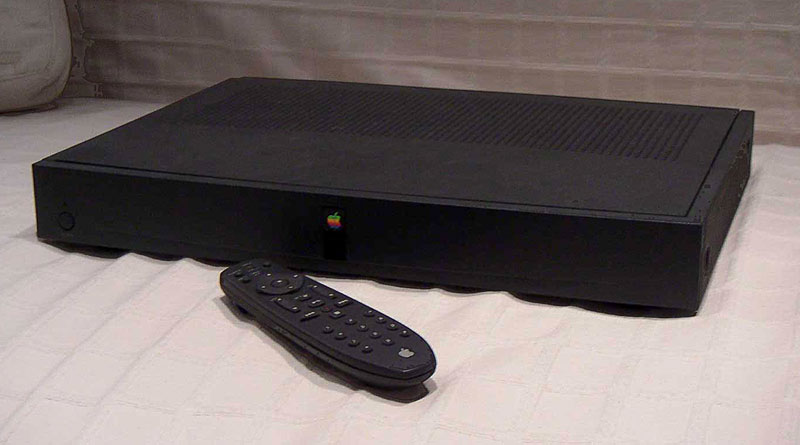
Apple set top box

L'Apple Set Top Box era un progetto di Apple riguardante un terminale interattivo per la televisione digitale via cavo. Il progetto venne avviato nel 1995 e si basava sulla scheda madre di un PowerBook della serie 500. Il ricevitore era in grado di decodificare filmati QuickTime e tramite una scheda integrata poteva decodificare filmati MPEG-2 in tempo reale. Era dotato di un hard disk per immagazzinare il sistema operativo e i programmi, oltre ovviamente alle preferenze dell'utente. Era fornito anche di una porta seriale proprietaria in grado di trasmettere informazioni a 40 Mbit/s.
L'idea che stava alla base del Set Top Box era quella di fornire all'utente la possibilità di interagire con il terminale per ricevere informazioni e per effettuare delle scelte utilizzando il telecomando; queste scelte sarebbero state trasmesse alla centrale di trasmissione in modo da fornire un'interazione fra utente e televisione.
Il progetto è molto simile a quello della moderna televisione digitale terrestre, solo che in quest'ultima il segnale viaggia via onde radio, mentre il Set Top Box era progettato per ricevere via cavo il segnale digitale.
L'idea era quella di distribuire mille Set Top Box per effettuare una fase di test in modo da affinare l'apparecchio, ma Apple nel 1996 abbandonò il progetto per problemi finanziari e anche perché la messa in opera dell'infrastruttura necessaria al Set Top Box avrebbe avuto costi proibitivi.